# 大分県立大分支援学校
大分県立大分支援学校（おおいたけんりつ おおいたしえんがっこう）は、大分県大分市にある公立特別支援学校。知的障害児を教育対象とする。

## 学部
- 小学部
- 中学部
- 高等部
- 訪問教育

## 沿革
- 1990年 - 鶴崎校舎と坂ノ市校舎を統合移転して「大分県立大分養護学校」として開校
- 2004年 - スクールバス運行開始
- 2008年 - 高等部開設
- 2010年 - 大分県立大分支援学校に改称

## 所在地
- 大分県大分市大字志村763-1